# NRK P2
NRK P2 est une station de radio publique norvégienne appartenant au groupe Norsk rikskringkasting (NRK). Fondée en 1984, elle diffuse des programmes centrés sur la culture et l'information. Son siège est à Oslo. 
La grille des programmes est rythmée par des bulletins d'information (Dagsnytt), des débats, des magazines consacrés, par exemple, aux sciences, à l'histoire, aux nouvelles technologies ou aux problèmes de société. En 1999, ses employés ont été récompensés collectivement par le prix Fritt Ord (no), qui honore des personnes ou des institutions agissant en faveur de la liberté d'expression. 
NRK P2 est diffusée en modulation de fréquence (FM) dans l'ensemble du pays, et peut également être écoutée partout dans le monde, en streaming sur Internet.

## Histoire

### Identité visuelle (logos)

Logo de NRK P2 de 2000 à 2011.
Logo de NRK P2 de octobre 2011 à décembre 2022.
Logo de NRK P2 depuis décembre 2022.